# Chiroderma trinitatum
Chiroderma trinitatum (Goodwin, 1958) è un pipistrello della famiglia dei Fillostomidi diffuso nell'America centrale e meridionale.

## Descrizione

### Dimensioni
Pipistrello di piccole dimensioni, con la lunghezza della testa e del corpo tra 52 e 70 mm, la lunghezza dell'avambraccio tra 38 e 41 mm, la lunghezza del piede tra 9 e 12 mm, la lunghezza delle orecchie tra 13 e 18 mm e un peso fino a 14 g.

### Aspetto
Le parti dorsali variano dal marrone chiaro al marrone scuro, con una striscia dorsale biancastra talvolta poco visibile che si estende dalla zona tra le spalle fino alla groppa. Il muso è corto e largo. La foglia nasale è ben sviluppata, lanceolata e con la porzione inferiore separata dal labbro superiore. Due strisce chiare ben distinte sono presenti su ogni lato del viso, la prima si estende dall'angolo esterno della foglia nasale fino a dietro l'orecchio, mentre la seconda parte dall'angolo posteriore della bocca e termina alla base del padiglione auricolare. Gli occhi sono grandi. Le orecchie sono marcate alla base di giallo o di bianco. Le ali sono attaccate posteriormente ai metatarsi. È privo di coda, mentre l'uropatagio è ampio, con il margine esterno a forma di U e cosparso di peli sulla superficie dorsale. Il cariotipo è 2n=26 FN=48.

## Biologia

### Comportamento
L'olotipo è stato catturato in una grotta ben illuminata.

### Alimentazione
Si nutre di frutta.

## Distribuzione e habitat
Questa specie è diffusa a Panama, Colombia occidentale e orientale, Ecuador nord-occidentale e orientale, Perù centrale e orientale, Bolivia settentrionale, Venezuela, Guyana, Suriname, Guyana francese, Brasile centrale e settentrionale, isola di Trinidad.
Vive in ambienti umidi e foreste tropicali sempreverdi tra 24 e 1.032 metri di altitudine.

## Conservazione
La IUCN Red List, considerato il vasto areale, classifica C.trinitatum come specie a rischio minimo (Least Concern)).